# Uryckaje
Uryckaje (biał. Урыцкае; ros. Урицкое, Urickoje; hist. Wołkowicki Krupiec; biał. Ваўковіцкі Крупец, Waukowicki Krupiec; ros. Волковицкий Крупец, Wołkowickij Krupiec) – agromiasteczko na Białorusi, w obwodzie homelskim, w rejonie homelskim, w sielsowiecie Uryckaje, przy drodze magistralnej M8.
W pobliżu znajduje się Elektrociepłownia Homelska nr 2.

## Historia
Pierwsza wzmianka o wsi Wołkowicze (biał. Воўкавічы; ros. Волковичи) pochodzi z 1560. Później miejscowość zmieniła nazwę na Wołkowicki Krupiec, ze względu na znajdujący się w niej duży młyn. Wieś leżała w powiecie rzeczyckim województwa mińskiego Rzeczypospolitej Obojga Narodów do 1772, gdy w wyniku I rozbioru Polski przyłączona została do Rosji. W jej ramach w XIX i w początkach XX w. Wołkowicki Krupiec położony był w guberni mohylewskiej, w powiecie homelskim.
Następnie w granicach Związku Sowieckiego. 1 stycznia 1927, na prośbę mieszkańców, zmieniono nazwę wsi na obecną. W październiku 1931 w Uryckaje powstał kołchoz im. Siemiona Budionnego. Początkowo do kołchozu przyłączyło się 17 najbiedniejszych rodzin chłopskich z Uryckaje i okolicznych wsi, jednak w wyniku kolektywizacji w ciągu kilku następnych lat przyłączono do niego także innych gospodarzy. Kołchoz działa nieprzerwanie do czasów współczesnych, pod zmienioną po upadku komunizmu nazwą.
Od 1991 Uryckaje znajduje się w niepodległej Białorusi.